# La Bomba
La Bomba – wieś w Hiszpanii, w Katalonii, w prowincji Girona, w comarce Alt Empordà, w gminie Torroella de Fluvià.
Według danych INE z 2005 roku miejscowość zamieszkiwało 15 osób.